# Minneapolis Lakers 1957-1958
La stagione 1957-58 dei Minneapolis Lakers fu la 10ª nella NBA per la franchigia.
I Minneapolis Lakers arrivarono quarti nella Western Division con un record di 19-53, non qualificandosi per i play-off.

## Roster
| N°    | Naz.                   | Ruolo | Sportivo        | Anno | Alt. | Peso |
| ----- | ---------------------- | ----- | --------------- | ---- | ---- | ---- |
|       | Stati Uniti (bandiera) | A     | George Brown    | 1935 | 198  | 86   |
|       | Stati Uniti (bandiera) | A     | Bo Erias        | 1932 | 191  | 100  |
| 11    | Stati Uniti (bandiera) | GA    | Frank Selvy     | 1932 | 191  | 82   |
| 13    | Stati Uniti (bandiera) | G     | Corky Devlin    | 1931 | 196  | 88   |
| 14    | Stati Uniti (bandiera) | AC    | Larry Foust     | 1928 | 206  | 98   |
| 15    | Stati Uniti (bandiera) | AC    | Dick Schnittker | 1928 | 196  | 91   |
| 16    | Stati Uniti (bandiera) | GA    | Dick Garmaker   | 1932 | 191  | 91   |
| 19    | Stati Uniti (bandiera) | AC    | Vern Mikkelsen  | 1928 | 201  | 104  |
| 21    | Stati Uniti (bandiera) | A     | Slick Leonard   | 1932 | 191  | 84   |
| 22    | Stati Uniti (bandiera) | A     | McCoy Ingram    | 1931 | 183  | 95   |
| 27    | Stati Uniti (bandiera) | C     | Art Spoelstra   | 1932 | 206  | 100  |
| 32    | Stati Uniti (bandiera) | AC    | Jim Krebs       | 1935 | 203  | 104  |
| 33    | Stati Uniti (bandiera) | G     | Rod Hundley     | 1934 | 193  | 84   |
| 50    | Stati Uniti (bandiera) | AC    | Bob Burrow      | 1934 | 201  | 103  |
| 50-70 | Stati Uniti (bandiera) | GA    | Ed Fleming      | 1933 | 191  | 86   |

## Staff tecnico
- Allenatori: George Mikan (9-30) (fino al 15 gennaio)[1], John Kundla (10-23)